# Opius punctulatoides
Opius punctulatoides är en stekelart som beskrevs av Fischer 1968. Opius punctulatoides ingår i släktet Opius och familjen bracksteklar. Inga underarter finns listade i Catalogue of Life.